# Francesco Dal Co
Francesco Dal Co (Ferrara, 29 dicembre 1945) è uno storico dell'architettura, teorico dell'architettura e curatore editoriale italiano.

## Biografia
Nato a Ferrara nel 1945, Francesco Dal Co consegue la laurea in Architettura presso l'Università Iuav di Venezia, dove nel 1981 assume la cattedra di storia dell'architettura e tra il 1995 e il 2003 è stato direttore del dipartimento di Architettura. Tra il 1982 e il 1991 è docente di storia dell'architettura negli Stati Uniti d'America presso l'Università Yale, mentre tra il 1996 e il 2005 insegna in Svizzera all'Università della Svizzera Italiana.
Oltre all'attività accademica, Dal Co svolge quella di critico. Nel 1976 diventa direttore della sezione architettura di Mondadori Electa e nel 1996 assume la direzione del periodico Casabella; parallelamente, pubblica numerosi saggi e articoli sull'architettura moderna e contemporanea, fra i quali monografie su Mario Botta, Carlo Scarpa, James Stirling, Oswald Mathias Ungers, Frank O. Gehry, Tadao Ando e Renzo Piano. Dal 1998 al 2001 è stato direttore del settore architettura della Biennale di Venezia e nel 2018 è stato curatore del padiglione del Vaticano.
Nel 1972 partecipa al Programma Fulbright e nel 1976 al programma della Graham Foundation. Tra il 1981 e il 1982 collabora con la National Gallery of Art di Washington e tra il 1995 e il 1996 con il Getty Center di Los Angeles. Tra il 1999 e il 2001 è parte del consiglio d'amministrazione della Society of Architectural Historians. Nel 1989 viene nominato membro onorario al Royal Institute of British Architects.
Ha ricevuto la laurea ad honorem dell’Università di Gand e dall’Università di Porto.

## Pubblicazioni
- (ES) Hannes Meyer. Scritti, 1921-1942, Marsilio, Venezia 1969
- De la vanguardia a la metropoli (con M. Cacciari e M. Tafuri), Gili, Barcelona 1972
- La città americana (con G. Ciucci, M. Manieri Elia, M. Tafuri), Laterza, Roma-Bari 1973 (ed. inglese, americana, spagnola)
- Architettura contemporanea (con M. Tafuri), Electa, Milano 1976 (ed. inglese, francese, spagnola, tedesca, americana, giapponese, cinese)
- (ES) Abitare nel moderno, Laterza, Roma-Bari 1982
- (ES) Teorie del moderno, Laterza, Roma-Bari 1982
- Carlo Scarpa. Opera completa (a cura di, con G. Mazzariol), Electa, Milano 1984 (ed. spagnola, francese, americana, inglese)
- (EN) Figures of Architetcure and Thought, Rizzoli, New York 1991
- Architettura italiana del Novecento (con G. Ciucci), Electa, Milano 1992
- Storia dell’architettura italiana. Il secondo Novecento (a cura di), Electa, Milano 1997
- Aldo Rossi. I quaderni azzurri, (a cura di), Electa-The Getty Research Institute, Milano-Los Angeles 1999
- Piranesi, Mudico & Co, Barcelona 2006
- (EN) Centre Pompidou. Renzo Piano, Richard Rogers and the Making of a Modern Monument, Yale University Press, New Haven-London 2016
- (EN) The Guggenheim. Frank Lloyd Wright's Iconoclastic Masterpiece, Yale University Press, New Haven-London 2017
- (EN) (IT) Souto Moura (edito con Nuño Graça Moura), Casa da Arquitectura, Matosinhos 2019